# Sergio Peresson
Sergio Peresson (Udine, 1913 – Haddonfield, New Jersey, 16 aprile 1991) è stato un liutaio italiano.
Noto a livello internazionale per aver costruito e fornito violini a famosi solisti come Isaac Stern, Yehudi Menuhin, Jaime Laredo, Eugene Fodor, Maria Bachmann ed Ivan Galamian, e per aver realizzato negli anni settanta un violoncello per Jacqueline du Pré.

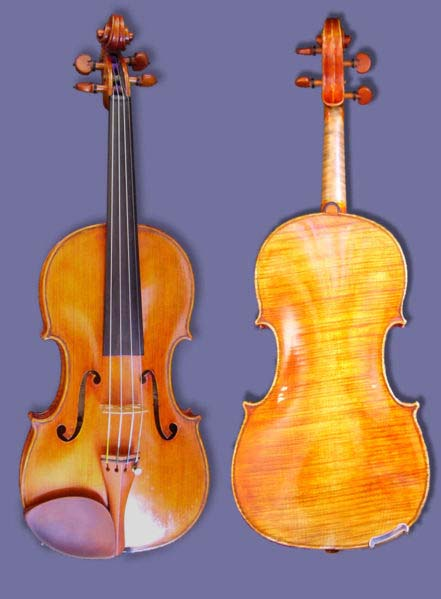
Violino Sergio Peresson, 1981.

Peresson iniziò a costruire violini nel 1943. Dopo la seconda guerra mondiale emigrò in Venezuela, dove fece il riparatore di violini per l'Orchestra Sinfonica venezuelana. All'inizio degli anni sessanta si trasferì negli Stati Uniti d'America per lavorare presso la "William Moenning and Sons" a Filadelfia. Negli anni settanta si spostò ad Haddonfield, dove risiedette negli ultimi anni di vita.
Oltre al lavoro di restauratore di violini, Peresson gestiva una propria attività come costruttore, che interruppe nel 1982. Peresson morì a 78 anni il 16 aprile 1991 per un attacco cardiaco.